# Episodi di A-Team (seconda stagione)
La seconda stagione della serie televisiva A-Team, composta da 23 episodi, è stata trasmessa in prima visione dal 20 settembre 1983 al 15 maggio 1984 sulla NBC.
| nº | Titolo originale                               | Titolo italiano                                         | Prima TV USA      | Prima TV Italia |
| -- | ---------------------------------------------- | ------------------------------------------------------- | ----------------- | --------------- |
| 1  | Diamonds n' Dust                               | Pioggia di diamanti                                     | 20 settembre 1983 |                 |
| 2  | Recipe for Heavy Bread                         | Ma che strani panini imbottiti                          | 23 settembre 1983 |                 |
| 3  | The Only Church in Town                        | Il grande amore di Sberla                               | 11 ottobre 1983   |                 |
| 4  | Bad Day on the Border                          | Incidente di confine                                    | 18 ottobre 1983   |                 |
| 5  | When You Coming Back, Range Rider?: Part 1 & 2 | Il ritorno del ranger a cavallo (prima e seconda parte) | 25 ottobre 1983   |                 |
| 6  | When You Coming Back, Range Rider?: Part 1 & 2 | Il ritorno del ranger a cavallo (prima e seconda parte) | 25 ottobre 1983   |                 |
| 7  | The Taxicab Wars                               | La guerra dei taxi                                      | 1º novembre 1983  |                 |
| 8  | Labor Pains                                    | Il lavoro mobilita l'uomo                               | 8 novembre 1983   |                 |
| 9  | There's Always a Catch                         | Chi si accontenta gode                                  | 22 novembre 1983  |                 |
| 10 | Water, Water Everywhere                        | Acqua nel deserto                                       | 29 novembre 1983  |                 |
| 11 | Steel                                          | Acciaio                                                 | 6 dicembre 1983   |                 |
| 12 | The White Ballot                               | Un candidato scomodo                                    | 13 dicembre 1983  |                 |
| 13 | The Maltese Cow                                | Il mistero della mucca maltese                          | 3 gennaio 1984    |                 |
| 14 | In Plane Sight                                 | P.E. l'elefantino volante                               | 10 gennaio 1984   |                 |
| 15 | The Battle of Bel-Air                          | La battaglia di Bel-Air                                 | 17 gennaio 1984   |                 |
| 16 | Say It with Bullets                            | Naturalmente... su tele Murdock                         | 31 gennaio 1984   |                 |
| 17 | Pure-Dee Poison                                | Una bibita micidiale                                    | 7 febbraio 1984   |                 |
| 18 | It's a Desert Out There                        | Il pentito                                              | 14 febbraio 1984  |                 |
| 19 | Chopping Spree                                 | Furti d'auto                                            | 21 febbraio 1984  |                 |
| 20 | Harder Than It Looks                           | Un gioco da ragazzi                                     | 21 febbraio 1984  |                 |
| 21 | Deadly Maneuvers                               | Hanno rapito l'A-Team                                   | 28 febbraio 1984  |                 |
| 22 | Semi-Friendly Persausion                       | Con le buone o con le cattive                           | 8 maggio 1984     |                 |
| 23 | Curtain Call                                   | Tutti per uno                                           | 15 maggio 1984    |                 |

## Pioggia di diamanti
- Titolo originale: Diamonds n' Dust
- Diretto da: Ron Satlof
- Scritto da: Patrick Hasburgh

### Trama
L'A-Team viene ingaggiato dalla figlia di un proprietario di una miniera che è stato ucciso da un suo rivale che se ne vuole impossessare.

## Ma che strani panini imbottiti
- Titolo originale: Recipe for Heavy Bread
- Diretto da: Bernard McEveety
- Scritto da: Stephen J. Cannell

### Trama
L'A-Team scopre in un ristorante il vecchio cuoco del campo di prigionia che in passato li aveva aiutati a sopravvivere quando erano prigionieri. Ma non sono gli unici a cercarlo infatti sulle sue tracce c'è anche il direttore del campo di prigionia che lo vuole uccidere.

## Il grande amore di Sberla
- Titolo originale: The Only Church in Town
- Diretto da: Christian I. Nyby II
- Scritto da: Babs Greyhosky

### Trama
Sberla riceve una lettera da una sua vecchia fidanzata che gli comunica di essere nei guai. L'A-Team decide di intervenire ma le sorprese non sono finite infatti si scopre che la ragazza di sberla si è fatta suora dopo aver lasciato quest'ultimo.

## Incidente di confine
- Titolo originale: Bad Day on the Border
- Diretto da: Bruce Kessler
- Scritto da: Richard Christian Matheson e Thomas Szollosi

### Trama
Una mamma e la sua bambina cercano di entrare illegittimamente negli USA, ma i trafficanti che si occupano di far entrare di nascosto gli immigrati nel Paese, in gergo chiamati coyote, decidono di lasciar morire la madre gravemente malata. La bambina riesce comunque a passare il confine e incontra P.E. che prende a cuore la sua causa e con l'aiuto dell'A-Team sgomina la banda di coyote.

## Il ritorno del ranger a cavallo: Parte 1
- Titolo originale: When You Coming Back, Range Rider?: Part 1
- Diretto da: Christian I. Nyby II
- Scritto da: Frank Lupo

### Trama
Un nativo americano cerca di impedire a un allevatore locale di mandare al macello tutti i cavalli selvatici presenti nella riserva. Purtroppo viene catturato, picchiato e mandato all'ospedale allora decide di assoldare L'A-team per aiutarlo. Nel frattempo la polizia militare decide di affidare la cattura dell'A-Team non più al colonnello Linch, bensì allo spietato colonnello Decker.

## Il ritorno del ranger a cavallo: Parte 2
- Titolo originale: When You Coming Back, Range Rider?: Part 2
- Diretto da: Christian I. Nyby II
- Scritto da: Frank Lupo

### Trama
L'A-Team con l'aiuto della nipote del proprietario terriero schifata dalla condotta di suo zio tende una trappola a quest'ultimo e lo fa arrestare dal colonnello Decker giunto sul posto per arrestare L'A-Team.
- Guest star: Morgan Woodward (Bus Carter)

## La guerra dei taxi
- Titolo originale: The Taxicab Wars
- Diretto da: Gilbert M. Shilton
- Scritto da: Stephen J. Cannell

### Trama
Una compagnia di taxi gestita da malviventi cerca di costringere un'altra compagnia a chiudere, quest'ultima però chiede aiuto all'A-Team.
- Guest star: Michael Ironside (Miller Crane), Ernie Hudson (Cal Freeman)

## Il lavoro mobilita l'uomo
- Titolo originale: Labor Pains
- Diretto da: Arnold Laven
- Scritto da: Richard Christian Matheson e Thomas Szollosi

### Trama
L'A-Team mentre sta fuggendo da Decker scopre un coltivatore locale che vessa dei braccianti non pagandoli pertanto decidono di aiutarli fondando un sindacato.
- Guest star: John Vernon (Ted Jarrett)

## Chi si accontenta gode
- Titolo originale: There's Always a Catch
- Diretto da: Ron Satlof
- Scritto da: Richard Christian Matheson e Thomas Szollosi

### Trama
L'A-Team mentre è in ospedale per far visitare P.E. che si è ferito a un piede sente la discussione tra una ragazza e il locale sceriffo corrotto. Quindi decide di aiutare lei e la sua famiglia contro un pescatore locale che oltre a pescare in modo errato chiede a tutti una tangente per poter lavorare.

## Acqua nel deserto
- Titolo originale: Water, Water Everywhere
- Diretto da: Sidney Hayers
- Scritto da: Sidney Ellis (soggetto); Jo Swerling Jr. e Sidney Ellis (sceneggiatura)

### Trama
Un gruppo di reduci di guerra acquistano una proprietà nel deserto per aprire un ristorante ma un grosso proprietario terriero non è d'accordo perché nel sottosuolo è presente una falda acquifera che lui vuole sfruttare.

I reduci amici di Murdock quindi si fanno aiutare dall'A-Team.

## Acciaio
- Titolo originale: Steel
- Diretto da: Gilbert M. Shilton
- Scritto da: Frank Lupo

### Trama
Un costruttore continua a subire ritorsioni per impedire che un palazzo venga abbattuto allora assolda l'A-Team per risolvere il problema.

L'A-Team scopre che il motivo di tutti i problemi è ciò che è stato seppellito nelle fondamenta cioè un cadavere che se scoperto potrebbe incastrare un mafioso locale.
- Guest star: Norman Alden (Mickey Stern)

## Un candidato scomodo
- Titolo originale: The White Ballot
- Diretto da: Dennis Donnelly
- Scritto da: Jeff Ray

### Trama
L'A-Team viene assoldato per smascherare uno sceriffo corrotto.
- Guest star: Clifton James (Sheriff Jake Dawson)

## Il mistero della mucca maltese
- Titolo originale: The Maltese Cow
- Diretto da: Dennis Donnelly
- Scritto da: Richard Christian Matheson e Thomas Szollosi

### Trama
Un amico dell'A-Team proprietario di un ristorante cinese viene minacciato da una banda di estorsori, l'A-Team decide di intervenire per aiutarlo.

## P.E. l'elefantino volante
- Titolo originale: In Plane Sight
- Diretto da: Tony Mordente
- Scritto da: Babs Greyhosky

### Trama
I genitori di un veterano di guerra assoldano l'A-Team per scagionare loro figlio che è stato accusato e incarcerato ingiustamente in un paese del sud America come trafficante di droga.

## La battaglia di Bel-Air
- Titolo originale: The Battle of Bel-Air
- Diretto da: Gilbert M. Shilton
- Scritto da: Frank Lupo

### Trama
Una giornalista amica di Amy nel tentativo di scrivere un articolo sull'A-Team finisce involontariamente invischiata nel complotto per assassinare uno sceicco.
L'A-Team decide di concederle fiducia e salvarla sventando l'omicidio dello sceicco.

## Naturalmente... su tele Murdock
- Titolo originale: Say It with Bullets
- Diretto da: Dennis Donnelly
- Scritto da: Richard Christian Matheson e Thomas Szollosi

### Trama
La sorella di un militare che è stato ucciso nel tentativo di incastrare il maggiore di quest'ultimo per traffico d'armi assolda l'A-Team per aiutarla.

Purtroppo per l'A-Team però quest'ultima è una doppiogiochista che ha fatto un patto col colonnello Decker che in cambio dell'A-Team si è impegnato ad arrestare il colpevole dell'uccisione di suo fratello.
- Guest star: Monte Markham (Mason Harnett)

## Una bibita micidiale
- Titolo originale: Pure-Dee Poison
- Diretto da: Dennis Donnelly
- Scritto da: Allan Cole e Chris Bunch

### Trama
Un predicatore combatte contro un produttore di whisky illegale che vende una porcheria che avvelena la gente.
Però essendo da solo e non riuscendo nel suo intento decide di chiedere aiuto all'A-Team.
- Guest star: Bo Hopkins (Charlie Drew)

## Il pentito
- Titolo originale: It's a Desert Out There
- Diretto da: Arnold Laven
- Scritto da: Bruce Cervi

### Trama
Una comitiva di anziani che è in viaggio si ferma a un casinò, dopo aver giocato e ripreso il loro viaggio vengono fermati da una banda di ladri che li deruba.

Uno di questi anziani chiede allora aiuto all'A-Team.
- Guest star: Tony Burton (Burke)

## Furti d'auto
- Titolo originale: Chopping Spree
- Diretto da: Michael O'Herlihy
- Scritto da: Stephen Katz

### Trama
Un ladro che aveva deciso di mettere la testa a posto viene accusato di un furto d'auto. L'A-Team decide di aiutarlo.
- Guest star: Dennis Franz (Sam Friendly)

## Un gioco da ragazzi
- Titolo originale: Harder Than It Looks
- Diretto da: Ivan Dixon
- Scritto da: Babs Greyhosky

### Trama
La figlia di un imprenditore viene rapita e quest'ultimo per evitare di pagare il riscatto ingaggia l'A-Team per liberarla.

## Hanno rapito l'A-Team
- Titolo originale: Deadly Maneuvers
- Diretto da: Mike Vejar
- Scritto da: Richard Christian Matheson e Thomas Szollosi

### Trama
Un gruppo di gangster ingaggia dei mercenari per vendicarsi dell'A-Team per tutte le volte che hanno fatto saltare i loro piani.
- Guest star: Ed Lauter (Douglas Kyle)

## Con le buone o con le cattive
- Titolo originale: Semi-Friendly Persausion
- Diretto da: Craig R. Baxley
- Scritto da: Danny Lee Cole

### Trama
L'A-Team è ingaggiato da dei pacifisti cristiani perché costoro non sono voluti in paese.
- Guest star: Geoffrey Lewis (Kale Sykes), Sam J. Jones (Eric)

## Tutti per uno
- Titolo originale: Curtain Call
- Diretto da: Dennis Donnelly
- Scritto da: Stephen Katz

### Trama
Murdock è ferito e l'A-Team è inseguito da Decker ma riuscirà comunque a fuggire.